# Postulador
Um postulador é a pessoa que orienta uma causa de beatificação ou canonização através dos processos judiciais exigidos pela Igreja Católica Romana. A qualificação, o papel e a função do postulador constam das Normas a Observar nas Consultas dos Bispos sobre as Causas dos Santos, em vigor desde 7 de fevereiro de 1983. O requerente da beatificação pode nomear como postulador qualquer pessoa, clérigo ou não, que seja especialista em assuntos teológicos, canônicos e históricos, e versado na prática do Dicastério para as Causas dos Santos, sujeito à aprovação do bispo. As principais ordens religiosas, como os franciscanos, dominicanos e jesuítas, nomeiam membros de suas ordens como postuladores-gerais que estão disponíveis para atuar pelos peticionários nas causas e que desenvolvem reputação como especialistas em seu campo. A fase posterior de uma causa exige que o postulador resida em Roma, o que também favorece a atribuição do cargo de postulador a tal postulador-geral, uma vez que a maioria das ordens religiosas mantém sua sede em Roma.

## Deveres do postulador
O primeiro dever do postulador é fazer uma investigação aprofundada sobre a vida do candidato à beatificação. O postulador também tem a responsabilidade de administrar os fundos arrecadados para a causa. Como todos os funcionários que participam de uma causa, o postulador é obrigado a prestar juramento de cumprimento de seu dever e de guardar o mais estrito sigilo.

## Papel do postulador
O postulador, instruído pelo peticionário, inicia uma causa apresentando ao bispo da diocese onde faleceu o candidato à beatificação, uma petição escrita com documentação de apoio. A documentação deve incluir (I) uma biografia do candidato, ou pelo menos uma cronologia de sua vida, indicando as virtudes heroicas e a santidade da vida ou o martírio que justifica a beatificação; (II) cópias autênticas de todos os escritos do candidato; e (III) em casos recentes, uma lista das pessoas que podem ajudar a "trazer à luz a verdade sobre as virtudes ou o martírio do [candidato], e sobre sua reputação de santidade ou de sinais [isto é, milagres]." O bispo decide se aceita a petição. Se aceita, a causa deve ser discutida com os bispos das dioceses vizinhas e divulgada para que qualquer pessoa com informações relevantes possa se apresentar e torná-la conhecida. Os escritos do candidato são examinados para ver se apresentam dificuldades teológicas. Se surgirem problemas ou obstáculos, o postulador tem a oportunidade de resolvê-los. Uma vez aberto o caminho para o prosseguimento da causa, o bispo dará início à etapa de investigação diocesana do processo, que se divide em duas áreas distintas de investigação: a investigação das virtudes heroicas ou martírio; e a investigação de "sinais" ou milagres, normalmente de natureza médica, que são atribuídos à intercessão do candidato. O postulador identifica as testemunhas relevantes, mas não pode testemunhar enquanto estiver servindo como postulador. Quando o bispo ou seu delegado tiver completado essas consultas, o postulador tem o direito de examinar o registro oficial e complementá-lo conforme necessário. A transcrição do inquérito com toda a documentação pertinente é enviada ao Dicastério para as Causas dos Santos. O postulador deve residir em Roma para posterior consideração da causa.